# بخت نصر (ماتریکس)
بخت نصر (به انگلیسی: Nebuchadnezzar) یک هواناو خیالی در دنیای ماتریکس است که وظیفه فرماندهی آن با شخصیت مورفئوس است. نام این سفینه اشاره به بخت نصر دارد و از کتاب دانیل برگرفته شده‌است.